# Lin Biao
Lin Biao (林彪S, Lín BiāoP,  Lin PiaoW; Huanggang, 5 dicembre 1907 – Ôndôrhaan, 13 settembre 1971) è stato un generale, politico e scrittore cinese.
Leader militare e politico del Partito Comunista, alleato di Mao Zedong, ne fu nominato successore, ma sparì in circostanze oscure e fu poi accusato di alto tradimento. In Italia è anche conosciuto come Lin Piao.

## Biografia

### I primi anni e la rivoluzione cinese
Nato a Huanggang, nella provincia dello Hubei, in una famiglia di piccoli proprietari terrieri, Lin si unì alla Lega della Gioventù Socialista nel 1925 e si iscrisse all'Accademia militare di Whampoa all'età di diciotto anni. In accademia si unì alla fazione che faceva capo a Zhou Enlai e al generale sovietico Vasilij Konstantinovič Bljucher. Poco dopo la sua iscrizione partecipò come comandante di plotone alla Spedizione del Nord e divenne comandante di battaglione dell'Esercito Rivoluzionario Nazionale in pochi mesi. Lin si diplomò all'Accademia Whampoa nel 1925 e nel 1927 era già colonnello. Con la rottura tra il Kuomintang e il Partito Comunista Cinese, Lin scappò nel soviet del Jiangxi dalla repressione e nel 1928 riuscì a unirsi a Mao Zedong e Zhu De.
Lin si dimostrò un brillante comandante nelle tattiche di guerriglia e, nelle battaglie di accerchiamento del 1934, comandò il Primo Corpo d'Armata dell'Armata Rossa. Rimase al comando per tutta la durata della Lunga marcia fino a che nel dicembre 1936 prese Yan'an, destinata a diventare la "capitale rossa" fino alla fine della seconda guerra mondiale. Nel settembre del 1937, come comandante della 115ª divisione dell'Ottava Armata Lin pianificò la battaglia di Pingxingguan, una delle poche rilevanti vinte dai cinesi contro i giapponesi nel corso della guerra sino-giapponese. Nel 1938 Lin fu gravemente ferito e gli fu data la carica di comandante dell'Accademia Militare Comunista a Yan'an, che ricoprì fino alla fine della seconda guerra mondiale, tranne i tre anni (1939-1942) trascorsi a Mosca.
Con lo scatenarsi della guerra civile Lin fu promosso segretario dell'Ufficio per la Cina nordorientale e comandante militare delle forze impegnate a combattere nelle province dell'ex Manciuria. Dopo aver preso il totale controllo delle campagne, con una serie di assedi, riuscì a sopraffare le truppe del Kuomintang aiutate logisticamente dagli Stati Uniti d'America e concentrate nelle principali città mancesi. Quindi partecipò alla presa della restante Cina settentrionale ricongiungendosi con il resto dell'Armata Rossa, rinominata Esercito di Liberazione del Popolo.

### Carriera politica
Nel 1950 Lin fu uno dei molti generali che si opposero ai piani di Mao per una partecipazione cinese alla guerra di Corea. Il risultato di compromesso fu che le truppe cinesi che vi parteciparono lo fecero senza appoggi logistici e con lo status di "volontari".
Nel 1955 fu nominato maresciallo e nel 1958 fu eletto al Politburo e al Comitato Politico Permanente del Partito Comunista Cinese. Lavorò strettamente con Mao, che nel frattempo aveva perso il controllo del partito a causa delle politiche economiche sbagliate del cosiddetto "grande balzo in avanti", pubblicando come manuale di istruzione politica per l'esercito il Libretto rosso, un volumetto che raccoglieva alcune citazioni dagli scritti di Mao. Iniziava così il culto della personalità che sarebbe stato determinante per scatenare la rivoluzione culturale contro le strutture del partito comunista stesso.
Dopo la caduta di Liu Shaoqi il 1º aprile del 1969 al IX Congresso nazionale del Partito Comunista Cinese, Lin Biao fu in grado di controllare l'intero Esercito Popolare di Liberazione e fu secondo solo a Mao Zedong nel partito. La costituzione stessa del partito fu modificata per indicare espressamente Lin Biao quale successore di Mao. Dato il susseguirsi di scontri tra il partito comunista e le Guardie Rosse fu deciso che ogni organo dirigenziale a qualsiasi livello fosse posto sotto il controllo di un organo collegiale che avesse rappresentanti sia del partito comunista sia delle guardie rosse sia dell'esercito. In questo modo il potere dell'esercito nella società cinese divenne determinante, e Lin Biao ne era a capo.

### La sparizione e le accuse di tradimento
Lin scomparve nel 1971 in circostanze che rimangono misteriose. Alcuni storici ritengono che Mao abbia pianificato di eliminarlo e per questo Lin e quanti erano legati a lui abbiano pianificato un colpo di Stato preventivo. La spiegazione ufficiale fu che Lin Biao, con l'aiuto di suo figlio Lin Liguo, abbia pianificato di assassinare Mao tra l'8 e il 10 settembre 1971, ma che la figlia di Lin, Lin Liheng, abbia rivelato il complotto. Una volta scoperto, Lin, la sua famiglia (sua moglie Ye Qun e i suoi figli) e molti altri suoi aiutanti personali tentarono una fuga in Unione Sovietica, ma l'aereo su cui si erano imbarcati si schiantò, per cause mai precisate, in Mongolia il 13 settembre 1971. Rimane però un mistero se l'intera storia sia vera o meno.
Dopo questi eventi, in poche settimane molti dei più alti ufficiali dell'esercito furono soggetti a purghe. Le celebrazioni per la fondazione della Repubblica Popolare Cinese del 1º ottobre del 1971 furono cancellate e le notizie del tentato colpo di Stato furono rivelate solo quasi un anno dopo. Le immagini di Lin Biao, presenti in tutte le edizioni del libretto rosso, furono rimosse.
Anni dopo la morte di Lin Biao, la moglie di Mao, Jiang Qing, iniziò la campagna politica nota per il suo slogan "critichiamo Lin Biao critichiamo Confucio", che formalmente aveva lo scopo di unire all'obiettivo della rivoluzione culturale l'eliminazione del pensiero feudale, una critica ai nemici politici di Mao e anche a Zhou Enlai, che fino ad allora era rimasto inattaccabile. In seguito alla caduta della cosiddetta Banda dei Quattro, che di fatto aveva usato la figura di Lin Biao per attaccare Zhou Enlai, Lin fu nuovamente usato per attaccare gli eccessi della rivoluzione culturale, in quanto propugnatore del culto della personalità di Mao. A tutt'oggi la sua figura non è mai stata riabilitata.

## Citazioni
- "Studiare gli scritti del Presidente Mao, seguire i suoi insegnamenti e agire in accordo con le sue istruzioni." - Prefazione di suo pugno che apriva il Libretto Rosso